# Línea 815 (Interurbanos Madrid)
La línea 815 de la red de autobuses interurbanos de Madrid une la estación de Chamartín con el municipio de Pozuelo de Alarcón.

## Características
Esta línea une Pozuelo de Alarcón y la estación de tren de Chamartín en aproximadamente una hora de trayecto. Además de servir a Pozuelo, dado su recorrido también sirve a los vecinos del barrio madrileño de Aravaca así como al barrio de Peñagrande y parte del Barrio del Pilar, ya que gran parte de su recorrido urbano por la ciudad de Madrid se da por la Avenida del Cardenal Herrera Oria. Adicionalmente, une todos estos puntos con el Hospital de La Paz.
La línea mantiene los mismos horarios todo el año (exceptuando las vísperas de festivo y festivos de Navidad).
Se trata de una línea transversal tal y como indica su primer dígito (8) ya que enlaza cabeceras de distintos corredores, siendo la estación de Chamartín del Corredor 1, y siendo la histórica cabecera de la línea la localidad de Alcorcón en el corredor 5, antes de ser absorbido el recorrido entre Pozuelo y Alcorcón por la línea 560.
Está operada por Avanza Movilidad Integral mediante la concesión administrativa VCM-601 - Madrid – Pozuelo de Alarcón –  Majadahonda – Alcorcón (Viajeros Comunidad de Madrid) del Consorcio Regional de Transportes de Madrid.

## Horarios
| Lunes a viernes laborables | Lunes a viernes laborables | Sábados laborables, domingos y festivos | Sábados laborables, domingos y festivos |
| Madrid > Pozuelo           | Pozuelo > Madrid           | Madrid > Pozuelo                        | Pozuelo > Madrid                        |
| 07:00                      | 06:00                      | 07:20                                   | 06:30                                   |
| 07:40                      | 06:40                      | 09:00                                   | 08:10                                   |
| 08:20                      | 07:20                      | 10:45                                   | 09:50                                   |
| 09:00                      | 08:00                      | 12:35                                   | 11:40                                   |
| 09:40                      | 08:40                      | 14:25                                   | 13:30                                   |
| 10:20                      | 09:20                      | 16:15                                   | 15:20                                   |
| 11:00                      | 10:00                      | 18:05                                   | 17:10                                   |
| 11:40                      | 10:40                      | 19:55                                   | 19:00                                   |
| 12:20                      | 11:20                      | 21:35                                   | 20:45                                   |
| 13:15                      | 12:15                      | 23:15                                   | 22:25                                   |
| 14:15                      | 13:15                      |                                         |                                         |
| 15:15                      | 14:15                      |                                         |                                         |
| 16:15                      | 15:15                      |                                         |                                         |
| 17:15                      | 16:15                      |                                         |                                         |
| 18:25                      | 17:20                      |                                         |                                         |
| 19:30                      | 18:25                      |                                         |                                         |
| 20:35                      | 19:30                      |                                         |                                         |
| 21:45                      | 20:35                      |                                         |                                         |
| 22:40                      | 21:40                      |                                         |                                         |
| 23:50                      | 22:55                      |                                         |                                         |

## Recorrido y paradas

### Sentido Pozuelo de Alarcón
| Código | Parada                                              | Común con              | Conexiones con Metro y Cercanías | Municipio          | Zona |
| ------ | --------------------------------------------------- | ---------------------- | -------------------------------- | ------------------ | ---- |
| 50032  | Estación de Chamartín                               | 154 5                  | Chamartín                        | Madrid             |      |
| 1489   | Las Cuatro Torres                                   | 67 124 134 135 179     |                                  | Madrid             |      |
| 1602   | Hospital La Paz - Maternidad                        | 67 124 132 135 137 179 | Begoña                           | Madrid             |      |
| 3289   | Arzobispo Morcillo - Parque Norte                   | 132                    |                                  | Madrid             |      |
| 1546   | Ginzo de Limia - Sangenjo                           | 49 134                 |                                  | Madrid             |      |
| 1548   | Ginzo de Limia - Valencia de Don Juan               | 49 134                 | Herrera Oria                     | Madrid             |      |
| 1357   | Av. Cardenal Herrera Oria - Isla de Arosa           | 49 64 83 133           |                                  | Madrid             |      |
| 1355   | Av. Cardenal Herrera Oria - Ramón Gómez de la Serna | 64 83 133 179          |                                  | Madrid             |      |
| 1352   | Av. Cardenal Herrera Oria - Enrique Leyra           | 83 133 179             |                                  | Madrid             |      |
| 1350   | Av. Cardenal Herrera Oria - Arroyofresno            | 83 133 179             |                                  | Madrid             |      |
| 1348   | Av. Cardenal Herrera Oria - Navaluenga              | 83 133 179             |                                  | Madrid             |      |
| 1346   | Ctra. Madrid al Pardo - Arroyofresno                | 83 133 164             |                                  | Madrid             |      |
| 1344   | Ctra. Madrid al Pardo - Instituto Llorente          | 83 133 164             |                                  | Madrid             |      |
| 11547  | Crta. Playa - Puente de San Fernando                |                        |                                  | Madrid             |      |
| 06015  | Crta. A-6 - Bermeo                                  | 657                    |                                  | Madrid             |      |
| 11670  | La Salle - El Aúriga                                | 657                    |                                  | Madrid             |      |
| 10888  | La Salle - Escuela Universitaria                    | 657                    |                                  | Madrid             |      |
| 5345   | Cº Zarzuela - Av. Valdemarín                        | 162                    |                                  | Madrid             |      |
| 18928  | Cº del Barrial - Fernando Lázaro Carreter           | 163 656A               |                                  | Madrid             |      |
| 4795   | Pico Ocejón - Av. Osa Mayor                         | 160 163 656 657        |                                  | Madrid             |      |
| 06275  | Av. Osa Mayor - Arándiga                            | 656                    |                                  | Madrid             |      |
| 06029  | Av. Osa Mayor - Batalla de Garellano                | 656                    |                                  | Madrid             |      |
| 06276  | Leopoldo Calvo Sotelo - Hnos. Fernández Carvajal    | 656                    |                                  | Pozuelo de Alarcón |      |
| 06277  | Av. Juan XXIII - Colegios                           | 560 656 658            |                                  | Pozuelo de Alarcón |      |
| 06278  | Av. Juan XXIII - Severo María Agustín               | 560 563 656 3          |                                  | Pozuelo de Alarcón |      |
| 09052  | Cº Huertas - Cruz Roja                              | 560 650A 656 3         |                                  | Pozuelo de Alarcón |      |
| 09377  | Mártires Oblatos - Av. Juan XXIII                   | 560 650A 656 2         |                                  | Pozuelo de Alarcón |      |
| 06279  | Av. Juan Pablo II - Portugalete                     | 560 650A 656           |                                  | Pozuelo de Alarcón |      |
| 06280  | Av. Juan Pablo II - Patones                         | 560 650A 656 658       |                                  | Pozuelo de Alarcón |      |
| 09048  | Av. Pablo VI - Chinchón                             | 560 650A 657 657A 658  |                                  | Pozuelo de Alarcón |      |
| 06883  | Av. Pablo VI - Rumanía                              | 560 657 2              |                                  | Pozuelo de Alarcón |      |
| 09483  | San Juan de la Cruz - Cementerio                    | 657                    |                                  | Pozuelo de Alarcón |      |
| 09485  | San Juan de la Cruz - Instituto                     | 657                    |                                  | Pozuelo de Alarcón |      |
| 06882  | San Juan de la Cruz - Gerardo Diego                 | 561 657                |                                  | Pozuelo de Alarcón |      |

### Sentido Madrid
| Código | Parada                                          | Común con                                                                                         | Conexiones con Metro y Cercanías | Municipio          | Zona |
| ------ | ----------------------------------------------- | ------------------------------------------------------------------------------------------------- | -------------------------------- | ------------------ | ---- |
| 06882  | San Juan de la Cruz - Gerardo Diego             | 561 657                                                                                           |                                  | Pozuelo de Alarcón |      |
| 06445  | Antonio Becerril - Ayuntamiento                 | 561 561A 561B 562 564 566 650B 656 656A 657 657A 1 2 3                                            |                                  | Pozuelo de Alarcón |      |
| 08700  | Crta. Carabanchel - Cirilo Palomo               | 561 561A 561B 562 564 566 650B 657 657A 658 1 3                                                   |                                  | Pozuelo de Alarcón |      |
| 06884  | Av. Pablo VI - Rumanía                          | 560 561 561A 561B 562 650B 657 658 1 3                                                            |                                  | Pozuelo de Alarcón |      |
| 09047  | Av. Pablo VI - París                            | 560 561 561A 561B 562 566 650B 657 657A 658 1 2 3                                                 |                                  | Pozuelo de Alarcón |      |
| 17666  | Av. Valdenigrales - Av. España                  | 560 650B 656 658                                                                                  |                                  | Pozuelo de Alarcón |      |
| 17667  | Av. España - Urb. Santa Teresa                  | 560 650B 656 658                                                                                  |                                  | Pozuelo de Alarcón |      |
| 09051  | Av. España - Pza. España                        | 560 650B 656                                                                                      |                                  | Pozuelo de Alarcón |      |
| 11671  | Av. Juan XXIII - Av. Juan Pablo II              | 560 650B                                                                                          |                                  | Pozuelo de Alarcón |      |
| 15696  | Av. Juan XXIII - Mártires Oblatos               | 560 650B                                                                                          |                                  | Pozuelo de Alarcón |      |
| 08687  | Av. Juan XXIII - Severo María Agustín           | 560 563 2                                                                                         |                                  | Pozuelo de Alarcón |      |
| 06298  | Leopoldo Calvo Sotelo - Castillo                | 656                                                                                               |                                  | Pozuelo de Alarcón |      |
| 09868  | Av. Osa Mayor - Colegio                         | 656                                                                                               |                                  | Madrid             |      |
| 06299  | Av. Osa Mayor - Arándiga                        | 656                                                                                               |                                  | Madrid             |      |
| 17688  | Pico Ocejón - Av. Osa Mayor                     | 163                                                                                               |                                  | Madrid             |      |
| 18927  | Cº del Barrial - Ana Teresa                     | 163 656A                                                                                          |                                  | Madrid             |      |
| 06268  | Av. Padre Huidobro - Pº Ermita                  | 621 622 623 625 627 628 629 631 635 641 642 643 651 652 653 654 655 656 656A 657 661 661A 662 664 |                                  | Madrid             |      |
| 1341   | Parque Deportivo Puerta de Hierro               | 83 133 164                                                                                        |                                  | Madrid             |      |
| 1343   | Ctra. Madrid al Pardo - Instituto Llorente      | 83 133 164                                                                                        |                                  | Madrid             |      |
| 5793   | Ctra. Madrid al Pardo - Arroyofresno            | 83 133 164                                                                                        |                                  | Madrid             |      |
| 1347   | Av. Cardenal Herrera Oria - Fuentemilanos       | 83 133 179                                                                                        |                                  | Madrid             |      |
| 1351   | Av. Cardenal Herrera Oria - Gascones            | 83 133 179                                                                                        |                                  | Madrid             |      |
| 1353   | Av. Cardenal Herrera Oria - Enrique Leyra       | 83 133 179                                                                                        |                                  | Madrid             |      |
| 1354   | Av. Cardenal Herrera Oria - Islas Marquesas     | 64 83 133 179                                                                                     |                                  | Madrid             |      |
| 5523   | Av. Cardenal Herrera Oria - Isla de Arosa       | 49 64 83 133                                                                                      |                                  | Madrid             |      |
| 1565   | Av. Cardenal Herrera Oria - Ventisquero Condesa | 49 64 124                                                                                         |                                  | Madrid             |      |
| 1549   | Ginzo de Limia - Ciudad Periodistas             | 49 134                                                                                            | Herrera Oria                     | Madrid             |      |
| 1547   | Ginzo de Limia - Sangenjo                       | 49 134                                                                                            |                                  | Madrid             |      |
| 1373   | Pedro Rico - Arzobispo Morcillo                 | 83 132                                                                                            |                                  | Madrid             |      |
| 10548  | Pº Castellana - Hospital La Paz                 | 712 713 714 716 721 722 724 725 726 876                                                           | Begoña                           | Madrid             |      |
| 3933   | Pº Castellana - Monforte de Lemos               | 67 124 134 135 173 175 176 178                                                                    |                                  | Madrid             |      |
| 50032  | Estación de Chamartín                           | 154 5                                                                                             | Chamartín                        | Madrid             |      |